# Poręczenie płatności
Poręczenie płatności to gwarancja ubezpieczeniowa, lub poręczenie przez inną instytucję finansową, wniesiona przez głównego wykonawcę w celu zapewnienia, że zatrudnieni przez niego na budowie podwykonawcy i dostawcy materiałów zostaną opłaceni. Poręczenia płatności są  wymagane w umowach z rządem federalnym Stanów Zjednoczonych o wartości powyżej 35 000 USD i muszą stanowić 100% wartości umowy na roboty budowlane. Często są one wymagane w połączeniu z poręczeniami wykonania (umowy) - gwarancjami dobrego wykonania umowy.
W Stanach Zjednoczonych na poziomie federalnym poręczenia płatności za robociznę i materiały reguluje ustawa federalna - Miller Act, a na poziomie stanowym ustawy stanowe -  zwane "Little Miller Act".